# Dysrationalité
 (juillet 2025).
La mise en forme du texte ne suit pas les recommandations de Wikipédia : il faut le « wikifier ».
Les points d'amélioration suivants sont les cas les plus fréquents :
- Les titres sont pré-formatés par le logiciel. Ils ne sont ni en capitales, ni en gras.
- Le texte ne doit pas être écrit en capitales (les noms de famille non plus), ni en gras, ni en italique, ni en « petit »…
- Le gras n'est utilisé que pour surligner le titre de l'article dans l'introduction, une seule fois.
- L'italique est rarement utilisé : mots en langue étrangère, titres d'œuvres, noms de bateaux, etc.
- Les citations ne sont pas en italique mais en corps de texte normal. Elles sont entourées par des guillemets français : « et ».
- Les listes à puces sont à éviter, des paragraphes rédigés étant largement préférés. Les tableaux sont à réserver à la présentation de données structurées (résultats, etc.).
- Les appels de note de bas de page (petits chiffres en exposant, introduits par l'outil «  Source ») sont à placer entre la fin de phrase et le point final[comme ça].
- Les liens internes (vers d'autres articles de Wikipédia) sont à choisir avec parcimonie. Créez des liens vers des articles approfondissant le sujet. Les termes génériques sans rapport avec le sujet sont à éviter, ainsi que les répétitions de liens vers un même terme.
- Les liens externes sont à placer uniquement dans une section « Liens externes », à la fin de l'article. Ces liens sont à choisir avec parcimonie suivant les règles définies. Si un lien sert de source à l'article, son insertion dans le texte est à faire par les notes de bas de page.
- La présentation des références doit suivre les conventions bibliographiques. Il est recommandé d'utiliser les modèles {{Ouvrage}}, {{Chapitre}}, {{Article}}, {{Lien web}} et/ou {{Bibliographie}}. Le mode d'édition visuel peut mettre en forme automatiquement les références.
- Insérer une infobox (cadre d'informations à droite) n'est pas obligatoire pour parachever la mise en page.

Pour une aide détaillée, merci de consulter Aide:Wikification.
Si vous pensez que ces points ont été résolus, vous pouvez retirer ce bandeau et améliorer la mise en forme d'un autre article.
La Dysrationalité est définie comme l’incapacité de penser et de se comporter rationnellement malgré une intelligence adéquate. C’est un concept en psychologie de l'éducation et non un trouble clinique comme les troubles de la pensée. La dysrationalité peut être utilisée pour expliquer pourquoi des personnes intelligentes se laissent piéger par des systèmes de Ponzi et d’autres arnaques.

## Histoire
Le concept de dysrationalité a été proposé pour la première fois par le psychologue Keith Stanovich au début des années 1990. Stanovich avait initialement classé la dysrationalité comme un trouble d’apprentissage et l’avait caractérisée comme une difficulté à former des croyances, à évaluer leur cohérence ou à déterminer les actions nécessaires pour atteindre ses objectifs. Cependant, le chercheur en éducation spécialisée Kenneth Kavale a noté que la dysrationalité pourrait être plus justement catégorisée comme un trouble de la pensée plutôt qu’un trouble de l’apprentissage, car elle n’a pas d’impact direct sur les performances académiques.
Le psychologue Robert Sternberg a soutenu que la notion de dysrationalité devait être mieux conceptualisée car elle manquait d’un cadre théorique (expliquant pourquoi et comment les gens deviennent dysrationnels) et d’une opérationnalisation (comment mesurer la dysrationalité),. Sternberg a également souligné que le concept pouvait être détourné : on pourrait qualifier quelqu’un de dysrationnel simplement parce qu’il ne partage pas notre point de vue : « J’ai peur que Stanovich soit tombé dans le piège consistant à étiqueter de dysrationnels les personnes dont il n’accepte pas les croyances. Et cela comporte un potentiel d’abus inquiétant. »:23
Stanovich répondit à la fois à Kavale et à Sternberg. En réponse aux inquiétudes de Sternberg concernant le risque d’abus du concept, Stanovich fit remarquer qu’il n’était pas différent d’autres notions comme l’intelligence, que Sternberg lui-même utilise. Stanovich insista sur le fait que l’usage du concept de dysrationalité devait être soigneusement fondé sur des normes rigoureuses de justification épistémique qui ne dépendent pas uniquement de l’accord ou du désaccord social et qui se réfèrent au  processus de justification des croyances, et non au  contenu des croyances elles-mêmes. Stanovich et ses collègues développèrent par la suite un cadre théorique et une opérationnalisation plus poussés de la dysrationalité dans des ouvrages ultérieurs.
En 2002, Sternberg dirigea l’édition d’un ouvrage intitulé Why Smart People Can Be So Stupid (Pourquoi les gens intelligents peuvent être si stupides), dans lequel le concept de dysrationalité fut largement discuté. Dans son livre de 2009 What Intelligence Tests Miss (Ce que les tests d’intelligence ratent), Stanovich fournit la conceptualisation détaillée que Sternberg avait réclamée dans sa critique antérieure. Dans cet ouvrage, Stanovich montra que la variation des compétences de pensée rationnelle est étonnamment indépendante de l’intelligence. L’une des implications de cette découverte est que la dysrationalité ne devrait pas être rare.

## Mindware
En français, mindware est un concept que l’on peut traduire par “programme mental”, “logiciel mental” ou encore “matériel cognitif”, selon le contexte. Keith Stanovich, qui a introduit ce terme, l’utilise pour désigner l’ensemble des connaissances, des règles de raisonnement et des outils intellectuels qu’une personne possède pour penser de manière rationnelle et prendre des décisions.
Dans le cadre de la dysrationalité, Stanovich distingue deux problèmes liés au mindware : mindware gap (le manque de logiciel mental) and contaminated mindware (le logiciel mental contaminé).
Le mindware gap (manque de mindware) : cela correspond à des lacunes dans l’éducation ou l’expérience. Par exemple, une personne intelligente peut prendre des décisions irrationnelles simplement parce qu’elle ne connaît pas bien la logique, la pensée probabiliste ou la méthode scientifique. Il lui “manque des outils mentaux” pour raisonner correctement. En raison de ces lacunes, des personnes intelligentes peuvent prendre des décisions apparemment irrationnelles..
Le contaminated mindware (mindware contaminé) : Ici, les outils mentaux sont présents, mais ils sont corrompus par de fausses croyances, des idéologies douteuses, des pseudo-sciences ou des biais cognitifs. Par exemple, une personne peut être instruite mais croire aux théories du complot ou aux systèmes pour “s’enrichir rapidement” parce qu’elle se fie à un raisonnement erroné ou à des heuristiques trompeuses.

## Exemples
Un exemple donné par Stanovich concernant la dysrationalité concerne deux anciens enseignants de l’Illinois qui ont retiré leurs enfants de l’école publique locale parce que l’enseignement de la Shoah faisait partie du programme d’histoire:503. Ces parents, qui sont probablement compétents en raison de leur formation universitaire, croient que l’Holocauste est un mythe et qu’il ne devrait pas être enseigné à leurs enfants. C’est un exemple de problème dans la formation des croyances, indépendamment de l’intelligence.
Un sondage a été mené auprès des membres canadiens de Mensa sur le sujet des croyances paranormales. Les membres de Mensa sont sélectionnés exclusivement sur la base de leur score de QI élevé. Les résultats du sondage ont montré que 44 % des membres croyaient en l’astrologie, 51% croyaient au biorythme, and 56% croyaient en l’existence de visiteurs extraterrestres. Stanovich a soutenu que ces croyances n’ont pas de preuves valides et pourraient donc être un exemple de dysrationalité:503. Sternberg répliqua que « Personne n’a encore prouvé de manière concluante que ces croyances sont fausses », et donc que l’adhésion à ces croyances ne devait donc pas être considérée comme une preuve de dysrationalité. La réponse de Stanovich précisa que l’objectif de cet exemple était d’interroger la rationalité épistémique du processus par lequel les gens arrivaient à de telles conclusions improbables, c’est-à-dire d’évaluer la qualité des arguments et des preuves pour et contre chaque conclusion, et non de supposer l’irrationalité sur la seule base du contenu de la conclusion.
De nombreuses personnalités célèbres pour leur intelligence présentent parfois des comportements irrationnels. Deux exemples cités par Stanovich sont Martin Heidegger et William Crookes. Heidegger, un philosophe renommé, était également un apologiste nazi et « utilisait les arguments les plus spécieux pour justifier ses croyances »:503. Crookes, un célèbre scientifique qui découvrit l’élément Thallium et membre de la Royal Society, « se laissa à plusieurs reprises duper par des médiums sans jamais abandonner sa croyance au spiritisme »:503. Le journaliste scientifique David Robson cita l’exemple de Kary Mullis, biochimiste américain et lauréat du prix Nobel en 1993, qui soutenait l’astrologie et niait le changement climatique ainsi que le lien entre VIH et SIDA.

### Sources primaires
1. 1 2 3 4 5  Keith E. Stanovich, « Dysrationalia: a new specific learning disability », Journal of Learning Disabilities, vol. 26, no 8,‎ octobre 1993, p. 501–515 (PMID 8245696, DOI 10.1177/002221949302600803, S2CID 220675184, lire en ligne)
2. ↑  Keith E. Stanovich, « An exchange: reconceptualizing intelligence: dysrationalia as an intuition pump », Educational Researcher, vol. 23, no 4,‎ mai 1994, p. 11–22 (DOI 10.3102/0013189X023004011, JSTOR 1176257, S2CID 144742980, lire en ligne)
3. ↑  Keith E. Stanovich, « It's practical to be rational », Journal of Learning Disabilities, vol. 26, no 8,‎ octobre 1993, p. 524–532 (DOI 10.1177/002221949302600806, S2CID 143777227)
4. 1 2 3 4  Keith E. Stanovich, « The evolving concept of rationality: a rejoinder to Sternberg », Educational Researcher, vol. 23, no 7,‎ octobre 1994, p. 33 (DOI 10.3102/0013189X023007033, JSTOR 1176937, S2CID 143370750)
5. ↑  Keith E. Stanovich, What intelligence tests miss: the psychology of rational thought, New Haven, Yale University Press, 2009 (ISBN 9780300123852, OCLC 216936066, JSTOR j.ctt1nq14j, lire en ligne )
6. ↑  Keith E. Stanovich, Maggie E. Toplak et Richard F. West, « The development of rational thought: a taxonomy of heuristics and biases », Advances in Child Development and Behavior, vol. 36,‎ 2008, p. 251–285 (ISBN 9780123743176, PMID 18808045, DOI 10.1016/S0065-2407(08)00006-2)

### Sources secondaires
1. ↑  Kenneth A. Kavale, « How many learning disabilities are there? A commentary on Stanovich's 'Dysrationalia: a new specific learning disability' », Journal of Learning Disabilities, vol. 26, no 8,‎ octobre 1993, p. 520–523, 567; discussion 524–532 (PMID 8245698, DOI 10.1177/002221949302600805, S2CID 32161548)
2. 1 2  Robert J. Sternberg, « What if the construct of dysrationalia were an example of itself? », Educational Researcher, vol. 23, no 4,‎ mai 1994, p. 22–27 (DOI 10.3102/0013189X023004022 , JSTOR 1176258)
3. 1 2  Robert J. Sternberg, « Would you rather take orders from Kirk or Spock? The relation between rational thinking and intelligence », Journal of Learning Disabilities, vol. 26, no 8,‎ octobre 1993, p. 516–519; discussion 524–532 (PMID 8245697, DOI 10.1177/002221949302600804, S2CID 32469115, CiteSeerx 10.1.1.1011.2122)
4. ↑  Robert J. Sternberg, Why smart people can be so stupid, New Haven, Yale University Press, 2002 (ISBN 0300090331, OCLC 48098337, JSTOR j.ctt1npsdv, lire en ligne )
5. ↑  David G. Robson, « The stupidity trap », New Scientist, vol. 241, no 3218,‎ février 2019, p. 30–33 (DOI 10.1016/S0262-4079(19)30332-X, Bibcode 2019NewSc.241...30R, S2CID 127495842)

## Lecture complémentaire
- Pat Croskerry, Pediatric and congenital cardiac care: quality improvement and patient safety, vol. 2, London; New York, Springer Verlag, 2015, 397–409 p. (ISBN 9781447165651, OCLC 900507959, DOI 10.1007/978-1-4471-6566-8_33), « Clinical decision making »
- Peter A. Facione et Carol Ann Gittens, Think critically, Boston, Pearson Education, 2016, 3rd éd. (1re éd. 2011) (ISBN 9780133909661, OCLC 893099404)
- Chris Forsythe, Huafei Liao, Michael Trumbo et Rogelio E. Cardona-Rivera, Cognitive neuroscience of human systems: work and everyday life, Boca Raton, FL, CRC Press/Taylor & Francis, coll. « Advances in human factors and ergonomics series », 2015 (ISBN 9781466570573, OCLC 796750072)
- The Oxford handbook of thinking and reasoning, Oxford; New York, Oxford University Press, coll. « Oxford library of psychology », 2012 (ISBN 9780199734689, OCLC 773023517, DOI 10.1093/oxfordhb/9780199734689.001.0001)
- Daniel Kahneman, Thinking, fast and slow, New York, Farrar, Straus and Giroux, 2011 (ISBN 9780374275631, OCLC 706020998, lire en ligne )
- David Moshman, Adolescent rationality and development: cognition, morality, and identity, New York, Psychology Press, 2011, 3rd éd. (1re éd. 1999) (ISBN 9781848728608, OCLC 644680695)
- David Moshman, « Diversity in reasoning and rationality: metacognitive and developmental considerations », Behavioral and Brain Sciences, vol. 23, no 5,‎ octobre 2000, p. 689–690 (DOI 10.1017/S0140525X00483433, S2CID 22454319, lire en ligne )
- David Moshman, Epistemic cognition and development: the psychology of justification and truth, New York, Psychology Press, 2015 (ISBN 9781848725133, OCLC 883648773)
- Richard E. Nisbett, Mindware: tools for smart thinking, New York, Farrar, Straus and Giroux, 2015 (ISBN 9780374112677, OCLC 889164994)
- David Over, « Dysrationalia: intelligence without rationality », Trends in Cognitive Sciences, vol. 14, no 2,‎ février 2010, p. 55–56 (DOI 10.1016/j.tics.2009.11.006, S2CID 54287345)
- Innovations in educational psychology: perspectives on learning, teaching, and human development, New York, Springer Publishing, 2010 (ISBN 9780826121622, OCLC 316035759)
- David G. Robson, The intelligence trap: why smart people make dumb mistakes, New York, W. W. Norton & Company, 2019 (ISBN 9780393651423, OCLC 1054001437)
- Keith E. Stanovich, Decision making and rationality in the modern world, Oxford; New York, Oxford University Press, coll. « Fundamentals of cognition series », 2010, 143–162 (ISBN 9780195328127, OCLC 318716093, lire en ligne ), « Metarationality: good decision-making strategies are self-correcting »
- Keith E. Stanovich, « Rational and irrational thought: the thinking that IQ tests miss », Scientific American Mind, vol. 20, no 6,‎ novembre 2009, p. 34–39 (DOI 10.1038/scientificamericanmind1109-34, lire en ligne)
- Keith E. Stanovich, Rationality and the reflective mind, New York, Oxford University Press, 2011 (ISBN 9780195341140, OCLC 648932780, DOI 10.1093/acprof:oso/9780195341140.001.0001)
- Keith E. Stanovich, What intelligence tests miss: the psychology of rational thought, New Haven, Yale University Press, 2009 (ISBN 9780300123852, OCLC 216936066, lire en ligne )
- Keith E. Stanovich, « The Comprehensive Assessment of Rational Thinking », Educational Psychologist, vol. 51, no 1,‎ janvier 2016, p. 23–34 (DOI 10.1080/00461520.2015.1125787, S2CID 147314725, lire en ligne)
- Keith E. Stanovich, Richard F. West et Maggie E. Toplak, The rationality quotient: toward a test of rational thinking, Cambridge, MA, MIT Press, 2016 (ISBN 9780262034845, OCLC 946254542)
- Douglas N. Walton, « Why fallacies appear to be better arguments than they are », Informal Logic, vol. 30, no 2,‎ 2010, p. 159–184 (DOI 10.22329/il.v30i2.2868 , lire en ligne)